# Société québécoise de science politique
Affiliée à l'Association canadienne de science politique, la Société québécoise de science politique est une association de politologues du Québec. Elle a pour mission « de favoriser l'avancement de la recherche et de l'enseignement en science politique, et de soutenir la diffusion des connaissances sur les phénomènes politiques ».
Elle publie la revue Politique et Sociétés (trois numéros par année). Elle organise et participe également plusieurs évènements et colloques, dont le colloque de la recherche étudiante en science politique ou le congrès international des associations francophones de science politique.